# Jacques Henri de Sabrevois d'Oyenville
 (février 2022).
Jacques Henri de Sabrevois d’Oyenville, né le 10 décembre 1727 à Trancrainville (Orléanais), mort à Oinville-Saint-Liphard (Orléanais), est un général de brigade de la Révolution française.

## États de service
Il entre en service le 10 décembre 1746, comme surnuméraire dans l’artillerie, il devient officier pointeur le 6 février 1747, et lieutenant en premier le 8 décembre 1755. Affecté au régiment d'artillerie de Besançon en 1759, il obtient une commission de capitaine le 15 janvier 1762. Capitaine en second le 5 avril 1762, capitaine en premier le 15 octobre 1765, il devient capitaine commandant une compagnie d’ouvriers le 29 mai 1767. Il est fait chevalier de l'ordre royal et militaire de Saint-Louis le 20 août 1771.
Il est nommé chef de brigade le 1er janvier 1777, pour compter du 14 septembre 1776, lieutenant-colonel le 3 juin 1779, et colonel par commission le 22 mai 1781. Il devient colonel titulaire et directeur d'artillerie à Nantes le 4 juillet 1784. Le 1er avril 1791, il passe commandant d’artillerie et il rejoint l'armée du Centre le 21 juillet 1792.
Il est promu maréchal de camp provisoire et inspecteur d'artillerie à l'armée du Nord par le général Dumouriez le 27 octobre 1792. Il est confirmé dans son grade le 1er novembre 1792, et en février 1793, il est employé à l'armée de Belgique, puis à l'armée du Nord sous d'Hangest en avril 1793. Il est suspendu de ses fonctions le 25 juillet 1793. 
Relevé de sa suspension, il est autorisé à prendre sa retraite le 29 mai 1795.

## Sources
- (en) « Generals Who Served in the French Army during the Period 1789 - 1814: Eberle to Exelmans »
- Étienne Charavay, Correspondance général de Carnot, tome 3, imprimerie Nationale, 1897, p. 12.
- Georges Six, Dictionnaire biographique des généraux & amiraux français de la Révolution et de l'Empire (1792-1814), Paris : Librairie G. Saffroy, 1934, 2 vol., p. 409